# SC Schwarz-Weiß Bad Kreuznach
Der SC Schwarz-Weiß Bad Kreuznach war ein deutscher Sportverein mit Sitz in der rheinland-pfälzischen Stadt Bad Kreuznach im gleichnamigen Landkreis.

## Geschichte
Zur Saison 1947/48 wurde der Verein in die zu dieser Zeit zweitklassige Landesliga Rheinland eingeordnet und beendete seine erste Saison hier mit 15:29 Punkten auf dem zehnten Platz der Staffel Süd. Zur Saison 1949/50 wechselte der Verein dann in die eingleisige Landesliga Rheinhessen/Nahe und beendete hier die Saison dann mit 21:35 Punkten auf dem elften Platz. In den darauffolgenden Spielzeiten konnte jedoch dann nie ein einstelliger Tabellenplatz erreicht werden. Nach der Saison 1951/52 wurde die Liga dann aufgelöst und mit 17:35 Punkten auf dem elften Platz ging der Verein zur darauffolgenden Saison in die 2. Amateurliga Nahe über.
Zur Saison 1964/65 stieg der Verein dann wieder in die Bezirksliga Nahe auf und platzierte sich mit 26:34 Punkten auf dem zwölften Platz. Am Ende der Saison 1969/70 gelang dann mit 43:17 Punkten die Meisterschaft, jedoch gelang es nicht sich auch den Aufstieg zu sichern. Am Ende der darauffolgenden Spielzeit landete man dann mit 17:43 Punkten dann auf dem 16. und damit letzten Platz der Tabelle. Die Klasse konnte jedoch gehalten werden, indem sich Schwarz-Weiß einer Spielgemeinschaft anschloss. In dieser Konstellation konnte die Klasse dann noch bis zur Spielzeit 1977/78 gehalten werden, danach stieg man mit 19:41 Punkten über den 15. Platz schließlich ab.
Zur Saison 1993/94 schaffte der Verein dann, mittlerweile wieder eigenständig, die Rückkehr in die Bezirksliga Nahe, von dort aus gelang es gleich in der ersten Saison Meister zu werden und direkt weiter in die Landesliga Südwest aufzusteigen. Die erste Saison schloss der Verein in der Landesliga dann mit 45:15 Punkten auf dem zweiten Platz der Staffel West ab. Nach der Saison 1995/96 wurde die Mannschaft mit 65 Punkten dann schließlich auch hier Meister und konnte in die Verbandsliga Südwest aufsteigen. Bereits nach der Saison 1997/98 ging es für die Mannschaft mit lediglich 18 Punkten dann jedoch als 16. und damit Tabellenletzte wieder nach unten. Aus der Landesliga zog man sich dann in der Saison 1998/99 sogar dann gleich zurück.
Der Verein existierte noch bis ca. zum Jahr 2001. Das vom Verein über viele Jahrzehnte ausgetragene Nahetal-Fußballturnier wurde dann vom, im Jahr 2006 gegründeten FSV 06 Bad Kreuznach, wiederaufgenommen (in den Jahren 2005 und 2006 wurde das Turnier von einem Förderkreis ausgetragen). Welcher im Jahr 2015 jedoch dann schließlich auch wieder aufgelöst wurde.